# Kőszegi Sutyák Károly
Kőszegi Sutyák Károly (Miskolc, 1863. – Pécs, 1916. december 24.) színész.

## Életútja
Sutyák László és Szabó Mária fiaként született. Színésszé lett 1882-ben, Szeless Józsefnél. Gerőfy Andor társulatában is szerepelt, majd 1884. január 8-ától azon év virágvasárnapjáig Homokai Kocsis Lászlóhoz szerződött.
Sutyák neve fogalom volt a vidéki színészek körében. Ismerte őt mindenki és fantasztikus füllentései olyan népszerűvé tették, hogy méltán lehetett őt a magyar Münchhausennek nevezni. Kollégái nagyon szerették és egész könyvre való história keringett róla a színészek között. Egyszer, új állomáshelyére érkezvén, megkérdezték tőle, hogy miért rongyos a kabátja könyöke? „Baleset ért, fiam", szólt „Gombosnál kikönyököltem az ablakon, szembe jött az expressvonat és beleütközött."
1908. április 10-én pénteken este a Varázskeringő előadása előtt, a színfalak között Kőszegi Sutyák Károlyt üdvözölték 25 éves színészi pályafutása alkalmából kartársai, jó barátai és tisztelői. Vidor József egy csinos pálmaágat adott át az öreg jubilánsnak, meleg, átérzett szavak kíséretében, Tihanyi Vilmos pedig egy kis költőpénzt. 1916 karácsonyának előestéjén hunyt el, halálát hólyagrák okozta.